# Christian Ramota
Christian Ramota (Colonia, 14 de abril de 1973) fue un jugador de balonmano alemán que jugaba como portero. Fue uno de los componentes de la Selección de balonmano de Alemania con la que disputó 144 partidos internacionales.

## Inicios
Formado en las categorías inferiores del TuS Königsdorf, club de un distrito del este de Colonia, donde también iba al colegio. Con 16 años pasó al equipo juvenil del TSV Bayer Dormagen, uno de los equipos más potentes del campeonato alemán de principios de los años 90, donde solamente permanecería durante una temporada, para volver nuevamente a Colonia para jugar en el Polizei Allianz Köln.
Su envergadura y sus cualidades no pasaron desapercibidas y con 18 años ficharía por el VfL Gummersbach, que por aquel entonces era el equipo de balonmano más laureado de Europa.

## Equipos
- VfL Gummersbach (1991-1998)
- TV Großwallstadt (1998-2001)
- TBV Lemgo (2001-2005)
- VfL Gummersbach (2005-2007)
- HBW Balingen-Weilstetten (2008)
- TSV St. Otmar St. Gallen (2010-2011)

## Palmarés
- EHF City Cup 2000
- Copa de Alemania 2002
- Bundesliga  2003